# Jordan I. Kapuanski
Jordan I. (italiansko: Giordano), grof Averse in knez Kapue od leta 1078 do smrti. Jordan je bil najstarejši sin in naslednik kneza Riharda I. Kapuanskega in  Fresende, hčerke Tankreda Hautevillskega (Altavillskega) in njegove druge žene, ki je bila tudi Fresenda. Bil je nečak Roberta Guiscarda, vojvode  Apulije, Kalabrije in Sicilije, † 1091

## Življenjepis
Leta 1078 sta Jordanov oče Henrik in Robert Guiscard oblegala  Neapelj, Jordan in grof Robert Loritelski pa sta medtem pustošila po Abruzzih, ki so bili del papeževega ozemlja. Papež je zato Jordana, njegovega očeta Riharda in vojvodo Roberta Guiscarda izobčil. Oče je kmalu za tem zbolel in se umaknil v Kapuo, se pobotal s cerkvijo in umrl. Jordan, ki se je bal vladati pod cerkvenim prekletstvom, je prekinil obleganje Neaplja in odšel v Rim, da bi se pobotal s papežem Gregorjem VII. in uredil odnose s cerkvijo. Jordanov oče je bil cerkvi sicer pokoren, vendar je bil tudi njen zaščitnik. Izgleda, da je želel tudi Jordan vzpostaviti s cerkvijo in papežem enake odnose, kot jih je imel oče, in ponovno zaostriti odnose z vojvodo Apulije. Samo tri mesece po Rihardovi smrti je papež obiskal Kapuo, Jordan pa je, verjetno na papeževo pobudo, začel podpihovati upor na Guiscardovem ozemlju. Upor kljub široki podpori in dobri organizaciji ni resno zmanjšal Robertovega vpliva in moči.
Eden od Jordanovih glavnih svetovalcev je bil Deziderij Beneventski, opat samostana Montecassino, ki je bil posrednik med njim in cesarjem Henrikom IV.,  ko se je cesar leta 1081 izkrcal v Italiji. Jordan se je odrekel svojega prejšnjega zavezništva s papežem in ga zamenjal s cesarjevim. Robert Guiscard in njegov brat Roger sta ga zato napadla, toda Rogerja so poklicali na Sicilijo in  vojni pohod je propadel.
Po smrti Roberta Guiscarda leta 1085 je Jordan podprl njegovega najstarejšega sina Bohemonda in ne najstarejšega Sikelgajtinega sina Rogerija Borse, čeprav je bila po njegovi poroki  z  Gaitelgrimo, drugo hčerko kneza Guaimarja IV. Salernskega, njegova svakinja. Bohemond je s pomočjo izurjene kapuanske vojske v naslednjih treh leta osvojil Apulijo. Istega leta je papež Gregor VII. umrl in za papeža se je razglasil antipapež Klement III. Jordan je želel omejiti Klementov vpliv in ponovno združiti svoje interese s papeževimi, zato je pritisnil na Kolegij kardinalov, naj za Gregorjevega naslednika izvolijo montekasinskega opata Deziderija. V istem času je Robert Borsa osvobodil ujetega cesarjevega prefekta Rima. Izpustitev je bila v nasprotju z Jordanovimi zahtevami in zahtevami papeške kurije, ki je zato zavrnila potrditev Rogerijevega kandidata za salernskega nadškofa. Načrt se je izjalovil in Deziderij se je moral  pod Jordanovim pritiskom sprijazniti, da so za papeža izvolili Viktorja III. S pomočjo Jordanove vojske in vojske Matilde Toskanske je Viktor 1. julija 1086 pregnal Klementa z Vatikanskega griča. Papež v bil v novi službi zelo mlačen, dokler mu Jordan ni predočil, da lahko samo z odločno akcijo ohrani naklonjenost opatije Montecassino. Papež je zato leta 1087 sklical pomembno sinodo v Beneventu, na kateri je bil Klement izobčen, posvetna investitura prepovedana, Saracenom v Afriki pa so napovedali vojno. 
Ostali del Jordanove kariere ni pomemben. Umrl je decembra 1090 ali 1091 v Pipernu v bližini Terracina. Pokopan je v samostanu Montecassino, ki ga je dolgo časa podpiral. 

## Družina
Jordan je bil poročen z  Gaitelgrimo, drugo hčerko kneza Guaimarja IV. Salernskega. Z njo je imel tri sinove in hčerko
- Riharda, ki je bil njegov naslednik
- Roberta in
- Jordana, ki sta tudi bila kandidata za njegovega naslednika in
- hčerko, katere ime ni znano